# Baugenossenschaft Leipzig
Die Baugenossenschaft Leipzig e. G. (BGL) ist die älteste Wohnungsbaugenossenschaft in Sachsen. Sie ging aus dem am 31. Januar 1898 gegründeten Bauverein zur Beschaffung preiswerther Wohnungen hervor.

## Bauverein zur Beschaffung preiswert[h]er Wohnungen

Gründungslogo des Bauvereins (1898)

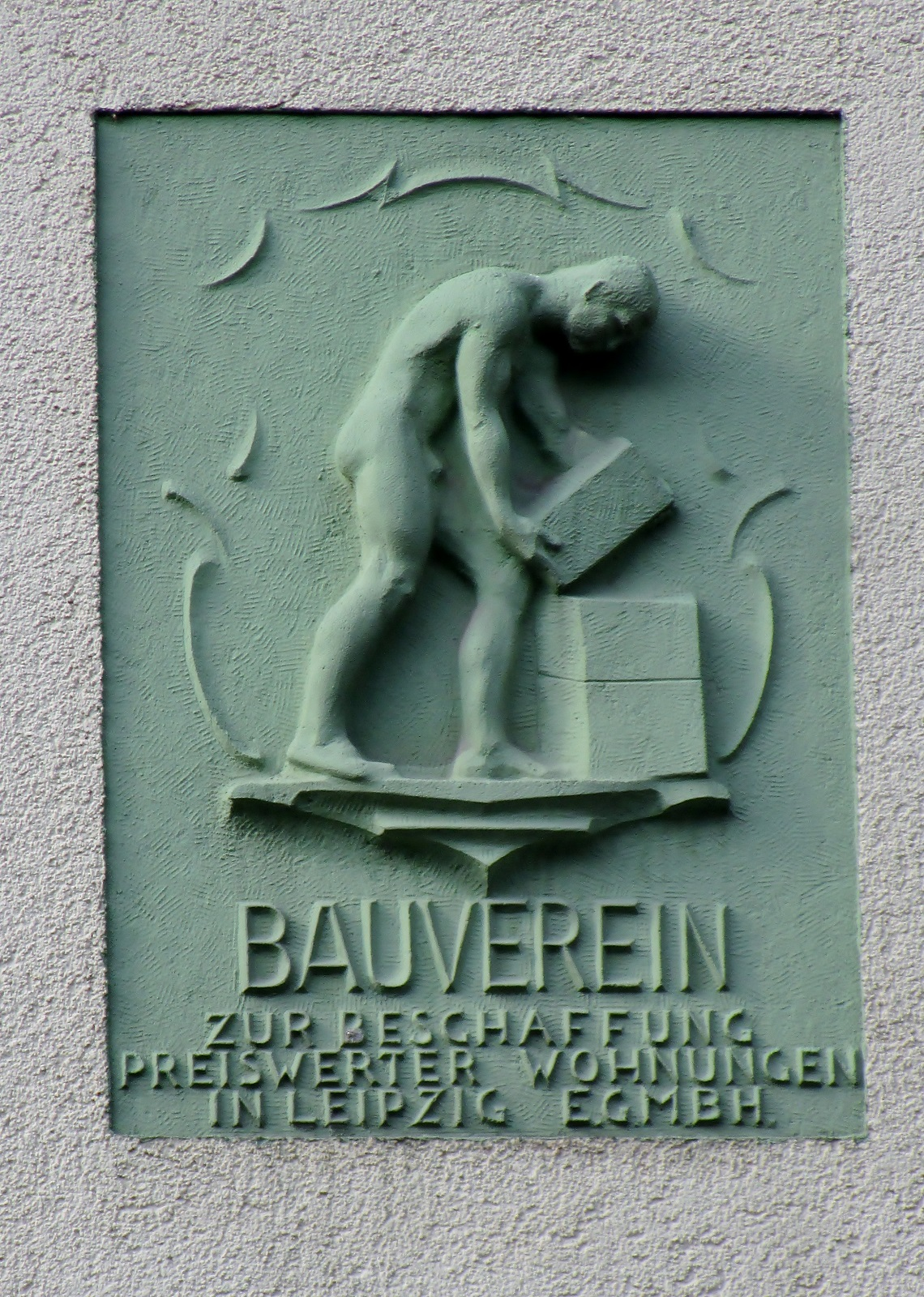
Tafel am Haus Lausicker Straße 50 in Stötteritz

1899 wurde die erste Geschäftsstelle des Bauvereins zur Beschaffung preiswerther Wohnungen in der Leipziger Elsterstraße 63 eröffnet. Im gleichen Jahr wurde nach dem Vorbild des Spar- und Bauvereins Hannover eine Sparkasse angegliedert. Die zweite Geschäftsstelle war bis 1908 in der Lößniger Straße 26. Seit Mai 1927 ist der Sitz der Baugenossenschaft Leipzig in der Dörrienstraße 1.
Die ersten vom Bauverein geschaffenen Wohnungen entstanden 1898 in Leipzig-Kleinzschocher und Sellerhausen. Zu dieser Zeit war der Vorsitzende Bernhard Kuntzschmann (bis 1924), er konnte mit den Spareinlagen der genossenschaftlichen Sparkasse im Jahr 1905 in Leipzig-Schönefeld Bauland für ca. 200 Häuser erwerben, die dort bis 1920 entstanden. Schließlich konnten 1908 neue Geschäftsräume bezogen und sogar die ersten Wohnungen mit Innen-WC gebaut werden. Zu dieser Zeit verfügte der Bauverein über 70 Häuser mit 614 Wohnungen, was einer Zahl von 2590 Mietern entsprach.
Der Erste Weltkrieg brachte die Bautätigkeit zum Erliegen. In der Zeit der Weltwirtschaftskrise wurden in einigen Wohnanlagen Wäschereien eingerichtet, deren Einnahmen zum weiteren Ausbau der Wohnanlagen und zur Anschaffung von Hauswirtschaftgeräten genutzt wurden. So gehörten dem Bauverein 1927 bereits 278 Grundstücke mit 2450 Wohnungen sowie weitere noch zu bebauende Grundstücke für ca. 300 Häuser.
Da noch Wohnungen für alleinstehende, vor allem verwitwete, Mitglieder fehlten, wurde im Stadtteil Connewitz 1931 ein „Ledigen- und Berufstätigenheim“ mit Zentralheizung, fließend Kalt- und Warmwasser, Aufzug und Müllschlucker gebaut, damals eine sehr moderne Einrichtung.
In der Zeit des Nationalsozialismus wurde durch Beschluss des Sächsischen Arbeits- und Wohlfahrtsministeriums die genossenschaftliche Selbstverwaltung beendet. Der Bauverein sollte nun vor allem kleine „Volkswohnungen“ mit einer Größe von 34 bis 42 m² bauen. Auch errichtete er komplette Wohnhäuser für die Belegschaft einzelner Firmen, wie z. B. der Gießerei Meier & Weichelt. Neu war ebenfalls, dass der Bauverein nun als Bauträger, jedoch nicht als Eigentümer, Eigenheime für den Weiterverkauf an die späteren Besitzer baute, die ganz den „Anforderungen der neuen Zeit“ entsprechen sollten.

## Sozialistische Baugenossenschaft und AWG
Nach Ende des Zweiten Weltkrieges waren 51 Häuser mit 522 Wohnungen total zerstört und 1851 Wohnungen schwer beschädigt, was ungefähr 60 % des Bestandes entsprach. Deshalb hatte zu dieser Zeit der Wiederaufbau oberste Priorität. In der Folge wurden mehr als 1000 Wohnungen wieder hergestellt bzw. instand gesetzt.
1957 erfolgte auf Beschluss des Ministerrates der DDR die Umwandlung des Bauvereins in eine „sozialistische Genossenschaft“, der am 21. Februar 1959 die Namensänderung in Baugenossenschaft zur Beschaffung preiswerter Wohnungen in Leipzig folgte. Dies war der Anfang der Fusion mehrerer Wohnungsbaugenossenschaften in Leipzig und Umland: 1959 wurde die Gemeinnützige Wohnungsbaugenossenschaft Leipzig-Lindenau, 1963 die Baugenossenschaft von 1895 und 1969 die Gemeinnützige Baugenossenschaft von 1911 (ehemals Baugenossenschaft Festbesoldeter) eingegliedert. Somit gab es in der Baugenossenschaft Leipzig im Jahre 1967 über 8830 Wohnungen.
Nach dem Zusammenschluss mit den Wohnungsbaugenossenschaften in Eilenburg, Markranstädt, Zwenkau und Böhlitz-Ehrenberg entstand 1977 die Arbeiterwohnungsbaugenossenschaft »Alfred Frank«. Der Künstler und Kommunist Alfred Frank war in den 1920er und 30er Jahren Mitglied des Bauvereins und wurde im Januar 1945 hingerichtet.
Bis 1989 wurden von der Arbeiterwohnungsbaugenossenschaft (AWG) 3157 Wohnungen errichtet, davon 2673 im Plattenbaugebiet Leipzig-Grünau.

## Baugenossenschaft Leipzig e.G.
Nach der politischen Wende in der DDR erfolgte 1989 die Gründung eines Ausschusses zur künftigen Entwicklung der Genossenschaft. Durch diesen wurden u. a. die Rückbenennung in „Baugenossenschaft Leipzig e. G.“, die umfassende Instandsetzung des Wohnungsbestands sowie eine stärkere Mitgliederorientierung beschlossen. Zwischen 1991 und 1997 wurden so 11241 Wohnungen in 1290 Häusern teilsaniert. Die letzten Wäschereien der Baugenossenschaft wurden 1992 in Gohlis und Lößnig stillgelegt. Ausgewählte Wohnanlagen mit hohen Leerständen wurden 2005 veräußert, ebenso erfolgte 2008 der Rückbau von rund 540 Wohnungen in Grünau. Gegen weiteren geplanten Abriss von Genossenschaftswohnungen in Grünau hat sich eine Bürgerinitiative formiert.